# برهان درجه
برهان درجه یا درجات کمال، یکی از برهان‌های اثبات وجود خداست که به فیلسوف و متکلم مسیحی، قدیس توماس آکویناس نسبت داده می‌شود؛ زیرا این برهان، برهان چهارم او در اثبات وجود خدا بود.
این برهان به‌طور خلاصه می‌گوید هرگاه دو چیز با هم مقایسه شود که یکی کامل و یکی کامل‌تر، یکی عالم ویکی عالم‌تر، و... باشد؛ در این موارد باید یک شیء مطلقی (خدا) وجود داشته باشد تا آن دو، نسبت به آن شی مطلق، مورد مقایسه قرار گیرند.
ریچارد داوکینز در اینباره می‌نویسد:«آیا این یک برهان است؟ به همین سیاق می‌توانید بگویید که بوگندویی مردم با هم فرق می‌کند، اما فقط هنگامی میتوانیم  بوگندویی مردم  را با هم مقایسه کنیم که یک معیار حداکثر، یا کمال بوگندویی، موجود باشد. پس باید یک بوگندوی سرآمدِ بی‌همتا باشد، که خدایش می خوانیم.  می‌توانید هر صفت دیگری را هم که دوست دارید جایگزین کنید، و به نتیجه‌ای همین قدر احمقانه برسید.»